# الأقوياء (فلم)
الأقوياء هو فيلم مصري من إخراج اشرف فهمي عرض عام 1982.

## قصة الفيلم
تعيش نادية بعد وفاة والدها في منزل قريبها رشدي الباجوري، يقنعها إبنه عادل بإستغلال ثروة والدها بإنشاء مصنع للفلاحين الذين يهتم بمشاكلهم، تضيق نادية بتصرفات الابن الآخر رمزي فترحل لتعيش في بلدة والدها، تتعرف هناك على المهندس سالم ويتفقان على الزواج، يعترض رمزي وعندما يفشل في التفرقة بينهما يقتل سالم ويفلت من العدالة بنفوذ والده، يثور عادل على رمزي الذي يهدده بالمسدس، يحاول الباجوري انتزاع المسدس من يد رمزي فتنطلق رصاصة ترديه قتيلاً ويحاول رمزي قتل عادل ولكن الرصاصة تصيبه هو ليسقط قتيلًا.

## بطولة
| - نجلاء فتحي: (نادية إسماعيل) - محمود ياسين: (رمزي ابن رشدي الباجوري) - رشدي أباظة: (الباشا رشدي الباجوري) - عزت العلايلي: (عادل ابن رشدي الباجوري) - مديحة يسري: (سميحه زوجة رشدي الباجوري) | - توفيق الدقن: (إسماعيل بيه) - أحمد غانم: (إبراهيم بيه) - فكري أباظة: (الصحفي سالم) - هياتم: (هنومه بنت الليل) - ملك الجمل: (ام الخير) | - فاروق فتح الله - فوزي الشرقاوي - نعيمة الصغير: (فكيهه القواده) - أمل وحيد: (الراقصه) - صلاح نظمي: (دوبلير (رشدى الباجورى)) |

## الإنتاج
- مات أثناء تصويره رشدي أباظة ولم يستكمله فأكمله الممثل صلاح نظمي بدلا عنه ولم تظهر صورته على الشاشة.

## وصلات خارجية
- مقالات تستعمل روابط فنية بلا صلة مع ويكي بيانات